# 高岡健次郎
高岡 健次郎（たかおか けんじろう、1931年10月 - ）は、日本の歴史学者。札幌学院大学名誉教授。専門は左翼エスエル研究。

## 経歴・人物
北海道夕張市生まれ。1948年旧制北海道大学予科に入学。日本共産党の北大学生細胞に所属。1950年5月の北大イールズ闘争の際には北大教養部自治会執行委員兼北海道学生自治会連合（道学連）書記長を務め、この闘争で退学処分を受けた。その後、数年党の常任を務め、1955年の六全協後に復学した。
1960年北海道大学文学部史学科西洋史専攻卒業。大学院に進学してロシア革命史を研究。1966年北海道大学大学院文学研究科西洋史学専攻博士課程単位取得退学。
1966年北海道大学文学部助手、1968年札幌商科大学助教授、1975年教授、1984年札幌学院大学（校名変更）教授。2000年定年退職。この間、学校法人明和学園常務理事（1973-75）、札幌商科大学初代人文学部人間科学科長（1977-81）、北海道大学スラブ研究センター研究員（1981-82、1984-88）、札幌学院大学人文学部長、学校法人札幌学院大学理事（1989-93）を歴任。
日本におけるエスエル（社会革命党）研究のパイオニア。1977年12月に大月書店から刊行した『スターリン問題研究序説』（中野徹三、藤井一行との共編著 ）は、共産党系の研究者によるスターリン主義批判として反響を呼んだ。
2010年に北海道大学学術交流会館で開催された対話集会「北大の自由・自治・反戦・平和の歴史を考える―イールズ闘争六○周年・六○年安保闘争五○周年の年に―」（略称「五・一六集会」）を企画し呼びかけた「五・一六集会」世話人会の共同代表。「北大5.16集会報告集」編集委員会の編集委員。

## 著書

### 共著
- 『革命家レーニン――その生涯と思想』（中野徹三共著、清水書院、1970年）
- 『レーニン』（中野徹三共著、清水書院［センチュリーブックス 人と思想］、1970年）
- 『スターリン問題研究序説』（中野徹三、藤井一行共編著、大月書店、1977年）

### 訳書
- グーセフ『左翼エスエル党の崩壊』（白馬書房、1978年）